# La Forêt enchantée (film, 1945)
Pour plus de détails, voir Fiche technique et Distribution.
La Forêt enchantée (The Enchanted Forest) est un film américain en couleur réalisé par Lew Landers, sorti en 1945.
Tourné en couleur Cinecolor (en), le film a remporté un très grand succès inattendu, ce qui a amené plusieurs grands studios de cinéma à filmer leurs propres films avec le même procédé couleur.

## Synopsis
Un vieil ermite qui sait communiquer avec les animaux, prend soin de la forêt. Il trouve un petit garçon perdu dans la forêt. Il l’élève et lui enseigne la vie en général et la nature en particulier. L'ermite se heurte à un forestier qui veut abattre tous les arbres.

## Fiche technique
- Titre : La Forêt enchantée
- Titre original : The Enchanted Forest
- Réalisation : Lew Landers
- Scénario : John Lebar, Lou Brock, Robert Lee Johnson, Sam Neuman
- Musique : Albert Hay Malotte
- Direction artistique : Frank Paul Sylos
- Costumes : Gwen Wakeling
- Photographie : Marcel Le Picard
- Montage : Roy V. Livingston
- Producteur : Jack Schwarz
- Société de production et de distribution : Producers Releasing Corporation
- Pays de production :  États-Unis
- Langue d'origine : anglais américain
- Format : couleur (Cinecolor) — pellicule : 35 mm — projection : 1.37:1 — son : mono
- Genre : drame pour la famille
- Durée : 78 min
- Date de sortie :
  - États-Unis : 8 décembre 1945

## Distribution
- Edmund Lowe : Steven Blaine
- Brenda Joyce : Anne
- William Severn : Jackie (Billy Severn)
- Harry Davenport : Old John
- John Litel : Ed Henderson
- Clancy Cooper : Gilson